# Point to Point Tunneling Protocol
Point to Point Tunneling Protocol（ポイント・ツー・ポイント・トンネリング・プロトコル、略称：PPTP）とは、ポイント・ツー・ポイント・プロトコル（PPP）を拡張したトンネリング・プロトコルである。TCPポート番号1723とGREを利用して通信する。
PPTP自体は認証や暗号化の機能を有していないが、MS-CHAPによる認証とMicrosoft Point-to-Point Encryption (MPPE)による暗号化を組み合わたものが、Windowsなどのマイクロソフト製オペレーティングシステムにWindows 95 OSR2から標準搭載され、VPNのために利用されている。なお、MPPEではRC4が採用されていることなどの理由により、この方式の安全性は低いと考えられている。
2024年、マイクロソフトは、将来のWindows ServerでPPTP/P2TPを削除することを発表した。SSTPとIKEv2への移行が推奨されている。